# West-Java

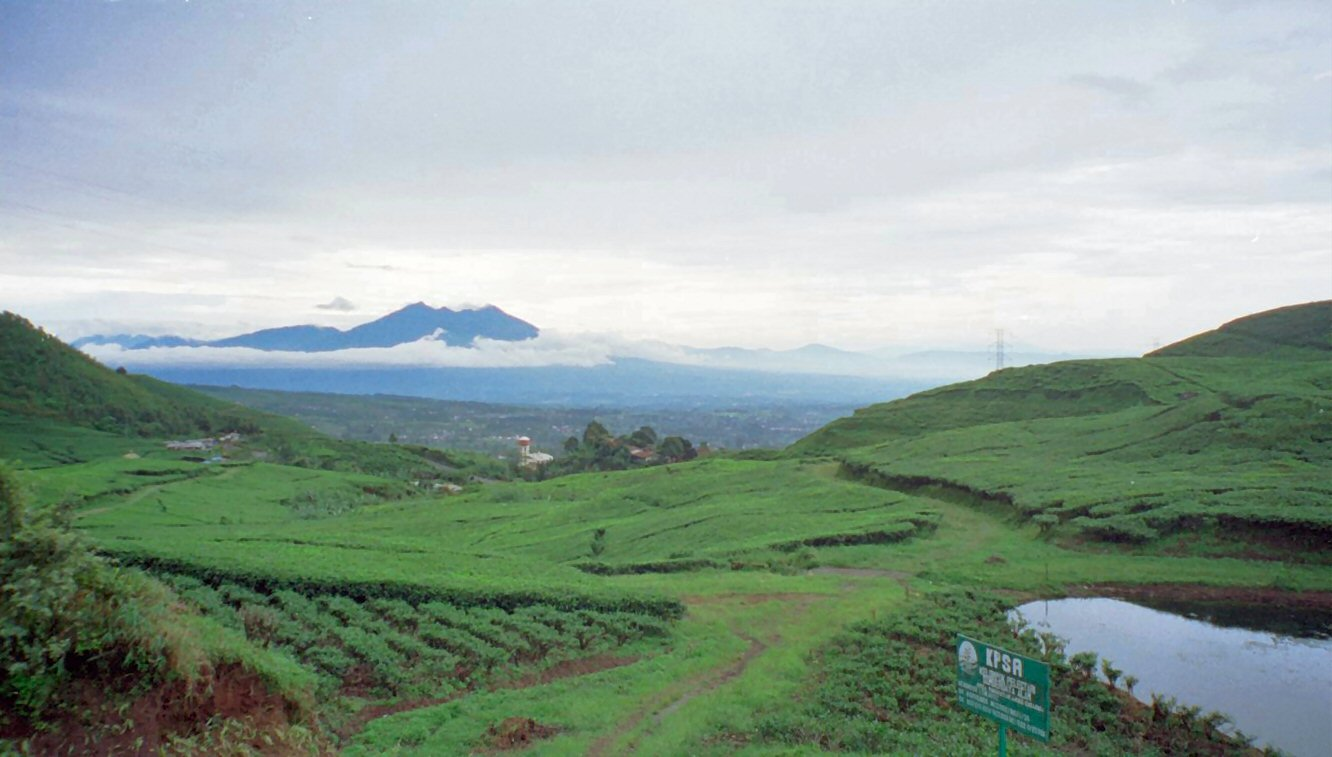
Theeplantages bij Puncak

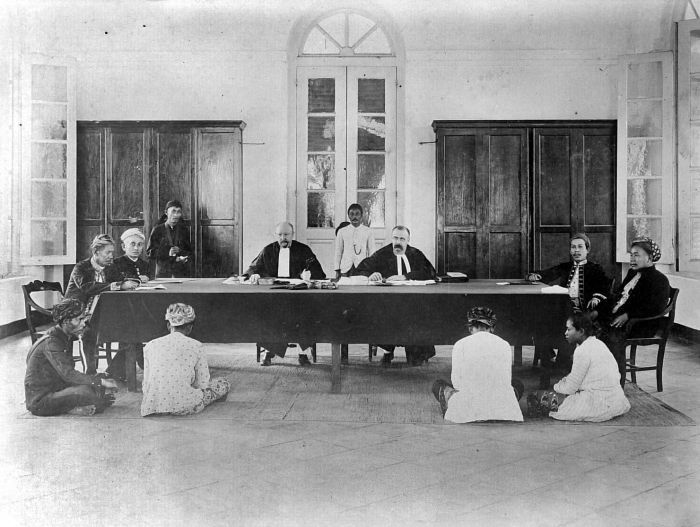
Zitting van de Landraad te Meester Cornelis, West-Java

West-Java (Indonesisch: Jawa Barat, Soendanees: Jawa Kulon) is een provincie van Indonesië, gelegen op het eiland Java. De hoofdstad is Bandung.

## Geschiedenis
West-Java is de eerste provincie van Indonesië, dit blijkt uit een mededeling in het staatsblad nummer 378. In 1950 wordt de provincie West-Java officieel een provincie van Indonesië.
Op 17 oktober 2000 werd Bantam als gevolg van het landelijke decentralisatieproces gescheiden van West-Java; het gebied werd een nieuwe provincie van Indonesië.

## Geografie en demografie
Met een inwonertal van 46.709.600 (2015) is West-Java de provincie met het hoogste inwoneraantal van Indonesië. Het heeft een oppervlakte van 34.736 km². Op de provincie DKI Jakarta na, is het de dichtstbevolkte provincie van Indonesië met een gemiddelde van 1344 personen per km².
West-Java wordt begrensd door Jakarta en Bantam in het westen en Midden-Java in het oosten. In het noorden ligt de Javazee. In het zuiden ligt de Indische Oceaan. Anders dan in de meeste provincies van Indonesië ligt de hoofdstad Bandung niet aan de kust maar in bergachtig gebied.

## Bestuurlijke indeling
West-Java is onderverdeeld in 18 regentschappen (kabupaten) en 9 stadsgemeenten (kota) :
Regentschappen en hun hoofdstad:
- Bogor, Cibinong
- Sukabumi, Pelabuhan Ratu
- Cianjur, Cianjur
- Bandung, Soreang
- West-Bandung, Ngamprah
- Garut, Garut
- Tasikmalaya, Singaparna
- Ciamis, Ciamis
- Kuningan, Kuningan
- Cirebon, Sumber
- Majalengka, Majalengka
- Sumedang, Sumedang
- Indramayu, Indramayu
- Subang, Subang
- Purwakarta, Purwakarta
- Karawang, Karawang
- Bekasi, Cikarang
- Pangandaran, Parigi

Stadsgemeenten:
- Bogor
- Sukabumi
- Bandung
- Cirebon
- Bekasi
- Depok
- Cimahi
- Tasikmalaya
- Banjar

## Toerisme
- Ciater resort in de buurt van Subang
- Maribaya in Lembang
- Gunung Tangkuban Perahu
- Puncak pas
- Jatiluhur dam
- Taman Safari in Cipanas
- Kebun Raya Bogor
- Stranden van Pangandaran
- Selabintana resort in Sukabumi

## Cultuur
In de plaatselijke volkscultuur spelen kippen een grote rol. Het typische hoenderras van West-Java is de ajam pelong, een groot gebouwde langkraaier. Met de hanen worden jaarlijks in Cianjur hanenkraaiwedstrijden gehouden.